# Pillar (berg)
Pillar är ett berg i Storbritannien.   Det ligger i grevskapet Cumbria och riksdelen England, i den centrala delen av landet, 400 km nordväst om huvudstaden London. Toppen på Pillar är 892 meter över havet, eller 464 meter över den omgivande terrängen. Bredden vid basen är 11,9 km. Pillar ingår i Cumbrian Mountains.
Terrängen runt Pillar är huvudsakligen kuperad.Runt Pillar är det ganska tätbefolkat, med 86 invånare per kvadratkilometer. Närmaste större samhälle är Keswick, 14,7 km nordost om Pillar. Trakten runt Pillar består i huvudsak av gräsmarker.